# Gürbe
La Gürbe est une rivière suisse, affluent de l'Aar, donc un sous-affluent du Rhin.
Elle prend sa source dans le canton de Berne près des pâturages de Nünenen sur le versant Nord du Gäntrisch, et reçoit plusieurs affluents. Après son passage dans une gorge profonde et boisée, elle coule vers l'Aar dans le Gürbethal sur une longueur de 29 km.
Le cours supérieur de la Gürbe a le caractère d'un torrent sauvage qui parfois peut créer d'importants dégâts. Depuis 1854, l'État de Berne corrige, canalise et entretient avec soin cette rivière qui en 1990, suite une crue exceptionnelle a érodé ses rives.

## Affluents
- Meierisli Graben
- Tiefengraben
- Mettlibach
- Spengelibach
- Eybach
- Ölibach
- Mülibach (Gürbe)
- Fallbach
- Müsche

### Sources
- (de) Cet article est partiellement ou en totalité issu de l’article de Wikipédia en allemand intitulé « Gürbe » (voir la liste des auteurs).